# Prosienicznik szorstki
Prosienicznik szorstki (Hypochaeris radicata L.) – gatunek rośliny wieloletniej z rodziny astrowatych. Rodzimy obszar jego występowania to Europa, część Azji (Turcja, Kaukaz, Zakaukazie, Dagestan) i Afryka Północna. Rozprzestrzenił się ponadto w wielu innych rejonach świata, nawet w Australii i Nowej Zelandii. W Polsce pospolity.

## Morfologia

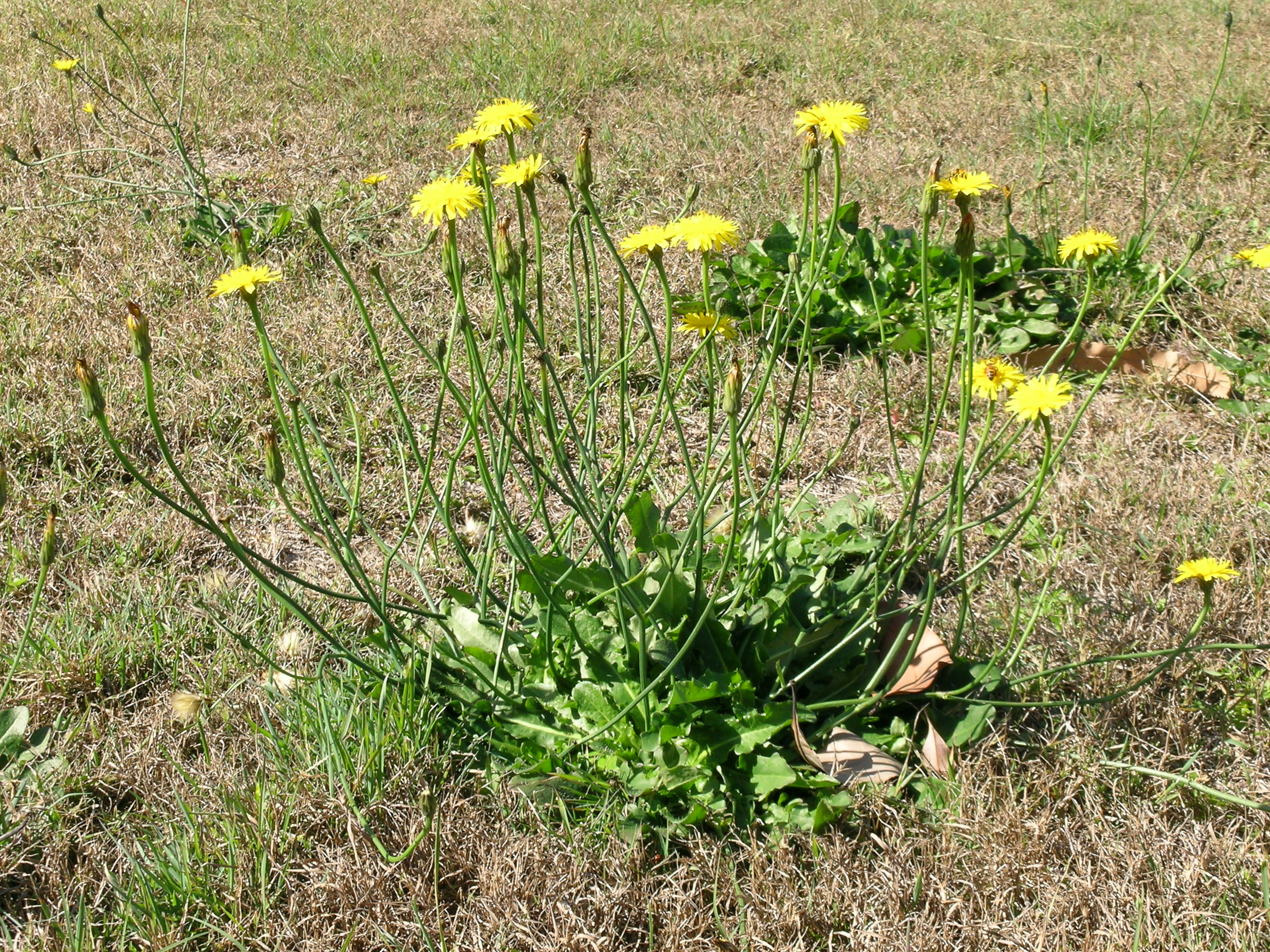
Pokrój

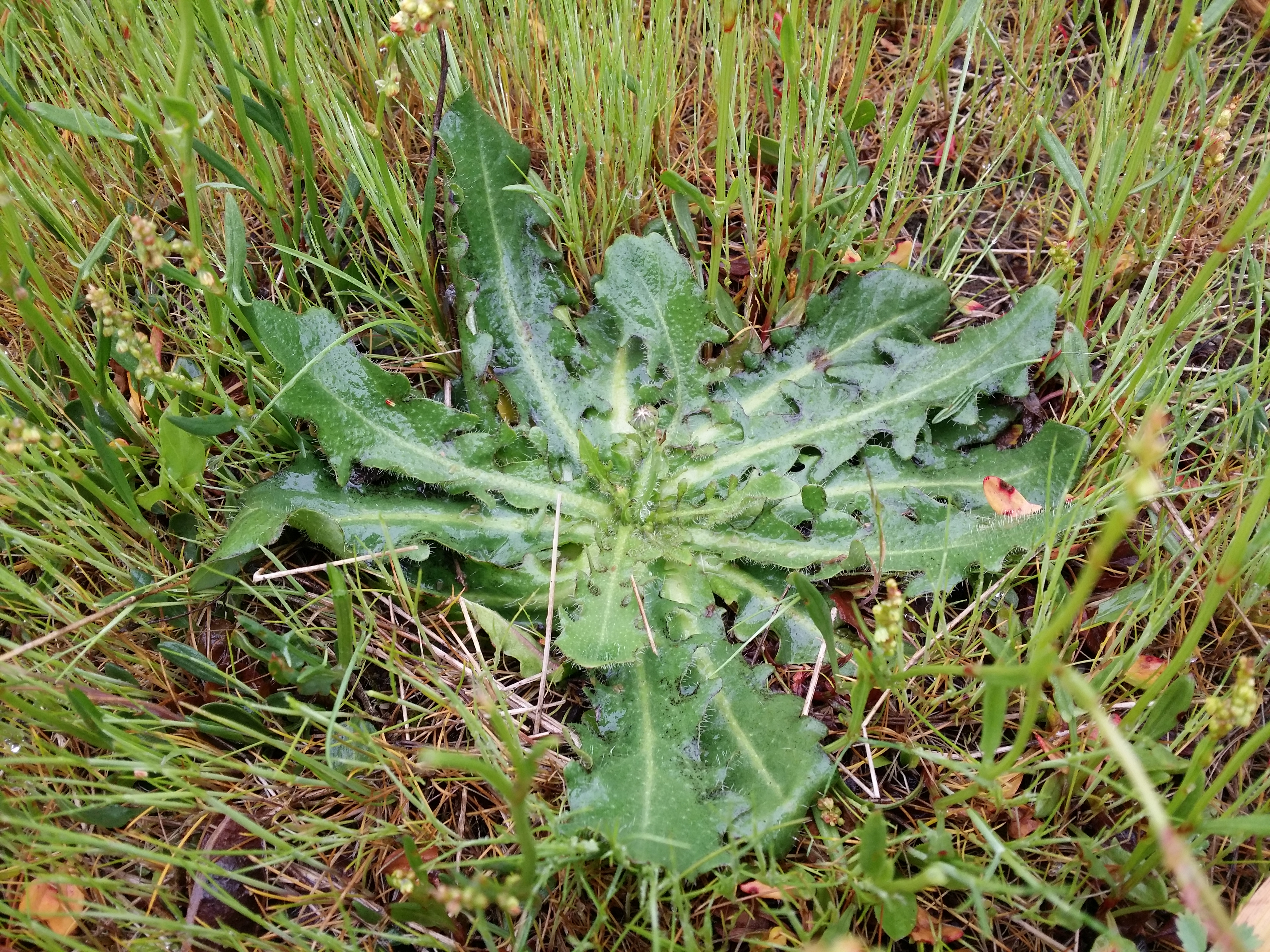
Rozeta liści

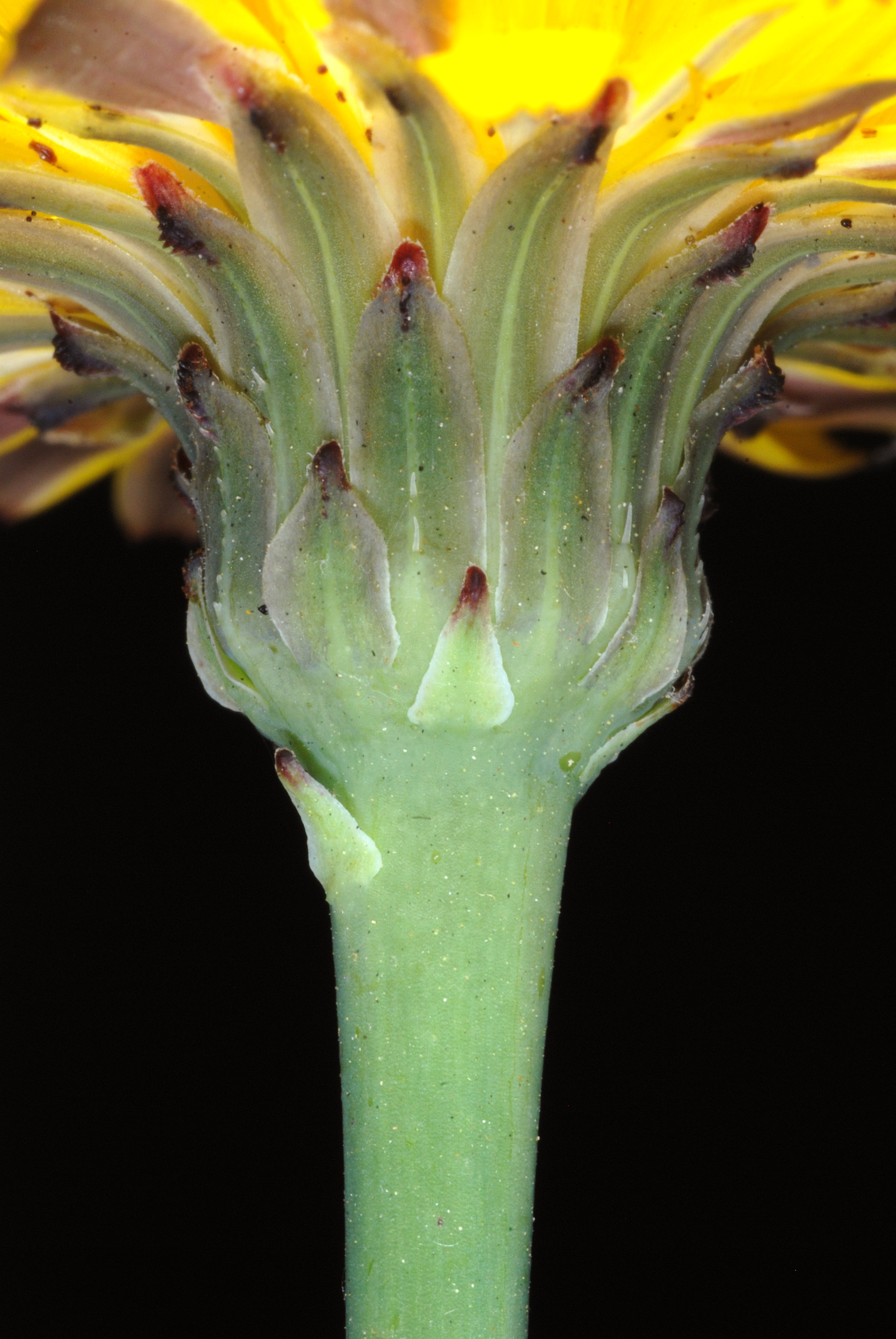
Okrywa koszyczka

ŁodygaNiebieskozielona, sięgająca 25–80 cm wysokości, prawie nie rozgałęziona, naga, lub co najwyżej w nasadzie słabo owłosiona. Zwykle jest bezlistna, co najwyżej ma tylko pojedyncze, łuskowate liście.
LiścieLiście odziomkowe w przyziemnej rozetce, rzadko nagie, przeważnie szorstko owłosione i zatokowo ząbkowane.
KwiatyZebrane w koszyczek o podłużnie walcowatej okrywie długości 18–25 mm. Listki okrywy są lancetowate ciemnozielone i przeważnie szorstko owłosione. Brzeżne 5-ząbkowe kwiaty języczkowe są dłuższe od okrywy. Mają żółty kolor, na spodniej stronie są zielonkawo-szare. Puch kielichowy o włoskach dwojakiego rodzaju: środkowe są pierzaste i dłuższe, zewnętrzne niepierzaste i krótsze. Kwitnie od czerwca do września.
OwocZ dzióbkiem, pokryty drobnymi brodawkami, o długości 10–17 mm.

## Biologia i ekologia
Bylina, hemikryptofit. Siedlisko: przydroża, zarośla, łąki, odłogi. W uprawach rolnych jest chwastem. W górach występuje po regiel górny. W klasyfikacji zbiorowisk roślinnych gatunek charakterystyczny dla All. Vicio lathyroidis-Potentillion.

## Zastosowanie
Roślina jadalnaMłode liście zbierane wiosną są łagodne i przyjemne w smaku; można dodawać je do sałatek, potraw warzywnych, zup, ziołowego chleba. Mogą być użytkowane jak szpinak. Wysuszone stanowią przyprawę do mdłych potraw. Kwiaty nadają się do dekoracji deserów oraz jako dodatek do dań warzywnych, zup, sałatek, past kanapkowych. Pąki kwiatowe można marynować w occie. Korzenie zbierane wiosną używa się podobnie jak inne warzywa korzeniowe. Po ususzeniu i uprażeniu stanowią zamiennik kawy.